# پرگرین برتی، سومین دوک آنکاستر و کستین
پرگرین برتی، سومین دوک آنکاستر و کستین (انگلیسی: Peregrine Bertie, 3rd Duke of Ancaster and Kesteven; ۱ ژانویهٔ ۱۷۱۴ – ۱۲ اوت ۱۷۷۸) پرسنل نظامی اهل پادشاهی بریتانیای کبیر بود.